# Drozd tristanský
Drozd tristanský (Turdus eremita) je druh ptáka z čeledi drozdovití. Tento druh se vyskytuje pouze na skupině ostrovů Tristan da Cunha v jižním Atlantiku, je zde tedy endemickým druhem. Je zároveň jediným suchozemským ptákem, který přežívá na ostrově Tristan da Cunha, a to navzdory přítomnosti zavlečených krys obecných.

## Popis

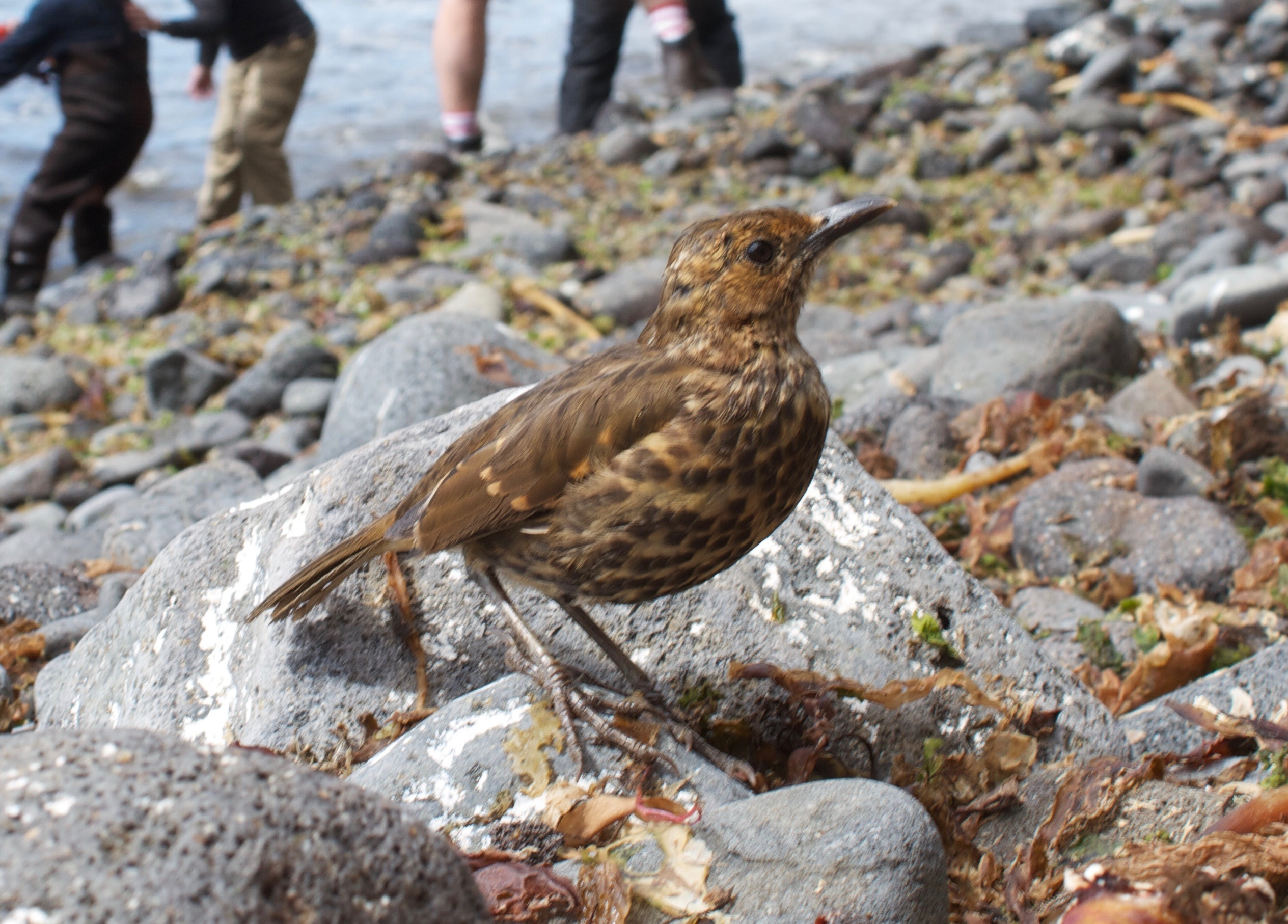
Drozd tristanský na Nepřístupném ostrově

Obě pohlaví dospělce drozda tristanského jsou si podobná. Dospělci mají hnědou hlavou s korunkou, hřbet je tmavě hnědý až načernalý a skvrnitý. Skvrnité je také tmavě hnědé hrdlo. Ocas je hnědý, okraje někdy bývají bledší. Zobák je silný, černý, špička je bledší. Oči jsou tmavě hnědé. Nohy jsou také tmavě hnědé, můžou být až černohnědé. Velikost těla se pohybuje do 23 cm, váha je v rozmezí 72–110 g.
Mláďata si jsou s dospělci podobná, ale nahoře jsou tmavší se světlými žlutohnědými skvrnami a pruhy. Břicho je světlejší než u dospělců, je bledě žlutohnědé s načernalými skvrnami.

## Výskyt
Drozd tristanský je endemit skupiny ostrovů Tristan da Cunha na jihu Atlantského oceánu. Jeho preferovaným stanovištěm jsou vřesoviště, pastviny a pobřeží.

## Potrava

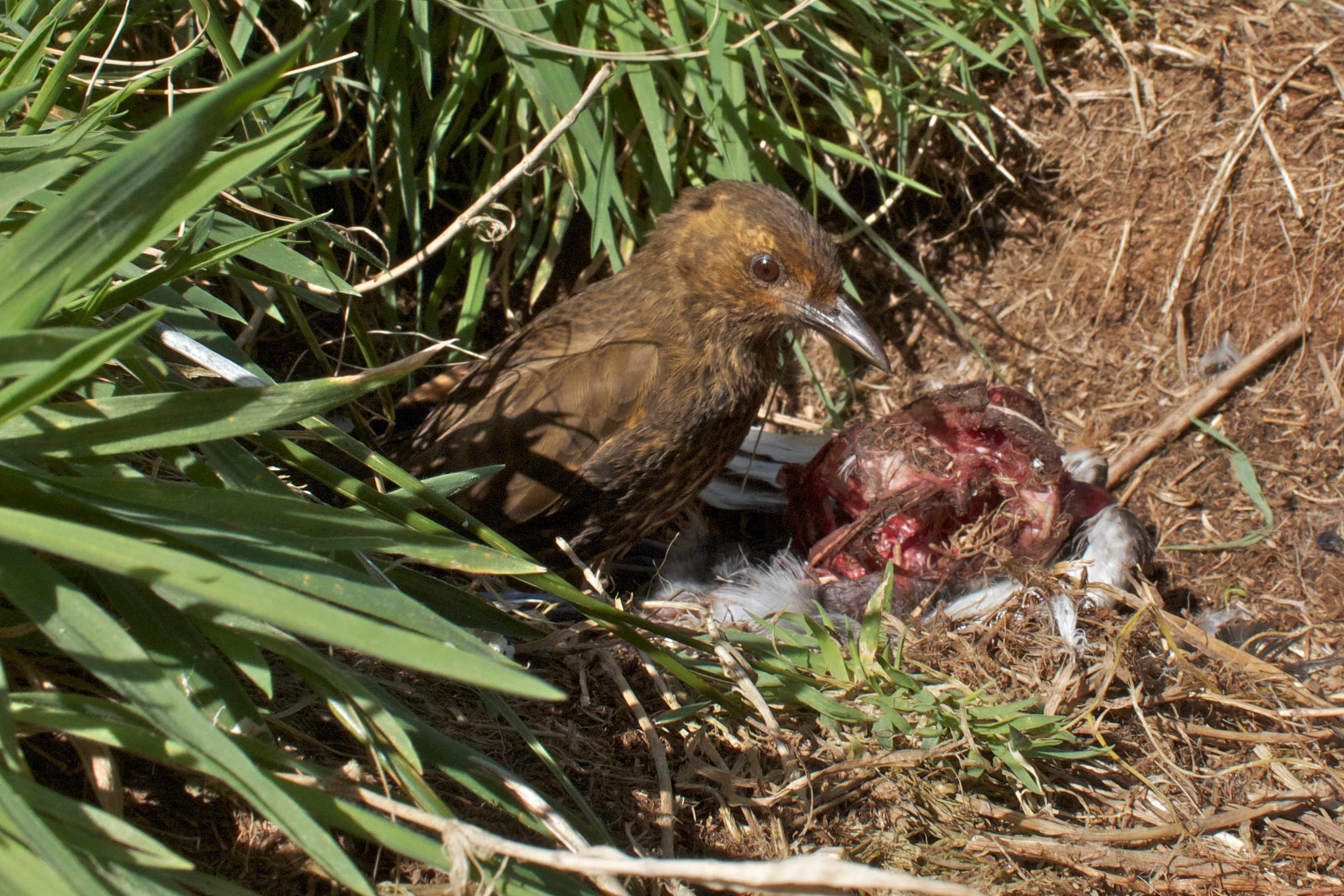
Drozd tristanský živící se mrtvým ptákem

Drozd tristanský je adaptabilní specialista, živí se vejci mořských ptáků, která běžně napadá, pokud jsou bez dozoru, je schopen otevřít vejce ptáků velkých jako malí albatrosové. Vniká také do úkrytů buřňáků, kde zabíjí jejich mláďata až do hmotnosti kolem 70 g.

## Poddruhy
Drozd tristanský má 3 uznávané poddruhy:
- Turdus eremita ssp. eremita – nominátní poddruh; Tristan da Cunha
- Turdus eremita ssp. gordoni – Nepřístupný ostrov
- Turdus eremita ssp. procax – Nightingale